# HD 200964
HD 200964 — звезда в созвездии Малого Коня на расстоянии около 223 световых лет от нас. Вокруг звезды обращается, как минимум, две планеты.

## Характеристики
HD 200964 представляет собой оранжевый субгигант средней массы (1,44 массы Солнца). По размерам и яркости звезда превосходит наше дневное светило 4,3 и 11,6 раз соответственно. Возраст HD 200964 оценивается приблизительно в 3 миллиарда лет.

## Планетная система
В 2010 году группой американских астрономов было объявлено об открытии сразу двух планет — HD 200964 b и HD 200964 c — в системе. Это газовые гиганты, обращающиеся на расстоянии 1,6 и 1,95 а. е. от родительской звезды соответственно. Открытие было совершено методом Доплера. Наблюдения проводились в 2007 году сначала в Ликской обсерватории, где был получен 61 замер радиальной скорости звезды, затем в обсерватории Кек, где были получены 35 замеров. Анализ орбит показал, что между данными планетами существует орбитальный резонанс, равный 4:3. Другими словами говоря, планеты b и c гравитационно воздействуют друг на друга и поэтому стабилизируют собственные орбиты. Планеты расположены внутри так называемой "снежной линии", за пределами которой вещество протопланетного диска слипается в комья, из которых образуется ядро будущей планеты. Следовательно, две данные планеты в системе HD 200964 сформировались на более далёких орбитах, переместившись затем с течением времени ближе к родительской звезде.